# Will Mellor
Will Mellor (Bredbury (Stockport), 3 april 1976) is een Engels acteur die hoofdzakelijk in Britse televisieseries speelt. Zijn omvangrijkste rollen daarin zijn die als Jack Vincent in ziekenhuisserie Casualty, die als James 'Jambo' Bolton in tienerdramaserie Hollyoaks en die als Gaz Wilkinson in sitcom Two Pints of Lager and a Packet of Crisps.

## Filmografie
- The Reeds (2010)
- Miss Conception (2008)
- Agatha Christie Marple: Nemesis (2007, televisiefilm)
- Is Harry on the Boat? (2001, televisiefilm)

## Televisieseries
*Exclusief eenmalige gastrollen
- Coronation Street - Harvey Gaskell (2021)
- Sanctuary (2019, 8 afleveringen)
- No Offence - DC Spike Tanner (2015-2018, 19 afleveringen)
- In the Club - Rick (2014-2016, 12 afleveringen)
- Dates - David (2013, 4 afleveringen)
- Broadchurch - Steve Connelly (2013, 7 afleveringen)
- In with the Flynns - Liam Flynn (2011-2012, 12 afleveringen)
- White Van Man - Ollie Curry (2011-2012, 13 afleveringen)
- Two Pints of Lager and a Packet of Crisps - Gaz Wilkinson (2001-2011, 79 afleveringen)
- Unforgiven - Brad (2009, 2 afleveringen)
- EastEnders - Warren (2007, 3 afleveringen)
- Sorted - Barmpot (2006, 6 afleveringen)
- Barking! - Georgie (2004-2006, 20 afleveringen)
- M.I.T.: Murder Investigation Team - DC Jed Griffiths (2005, 4 afleveringen)
- Hollyoaks - James 'Jambo' Bolton (1995-2004, 73 afleveringen)
- Casualty - Jack Vincent (2001-2003, 72 afleveringen)
- Children's Ward - Ben Rowlingson (1990, 5 afleveringen)

- Gemeinsame Normdatei: 1061493393
- International Standard Name Identifier: 0000 0001 3384 6019
- Library of Congress Control Number: no2013023391
- MusicBrainz: ca39e0fb-6bb4-47b0-956a-4ca430420bc2
- Virtual International Authority File: 296453105
- WorldCat: E39PBJh8VwFqBpfDxKXVmdpByd